# Pinetown
Ne doit pas être confondu avec Pinetown (Caroline du Nord).
Pinetown est une petite ville qui fait partie de la municipalité métropolitaine d'eThekwini, à l'intérieur des terres de Durban dans le KwaZulu-Natal, en Afrique du Sud. 

## Géographie
Pinetown est situé à 16 km à l'ouest de Durban à une altitude comprise entre 1 000 et 1 300 pieds (305 et 395 m).

## Histoire
Pinetown est nommée d'après le gouverneur du Natal, Sir Benjamin Pine. La ville s'est établie en 1850 autour de l'hôtel Wayside, lui-même construit en 1849 le long de la principale route des chariots entre Durban et Pietermaritzburg. À l'époque victorienne, Pinetown était connue comme station thermale,.
Pendant la Seconde Guerre des Boers, les Britanniques ont construit un camp de concentration à Pinetown destiné aux femmes et aux enfants des Boers.
Plusieurs colons allemands ont fait de Pinetown leur base, ce qui explique qu'un quartier est connu sous le nom de Nouvelle Allemagne et d'église luthérienne allemande. À ce jour, des gâteaux et des friandises allemands importés remplissent les étagères au moment de Noël dans le Knowles Spar, la plus grande épicerie de Pinetown. Un grand monastère, le monastère de Mariannhill, fondé par le père trappiste autrichien Franz Pfanner, était situé au sud de Pinetown. L'établissement de ce monastère a eu une influence énorme dans l'expansion de l'Église catholique au KwaZulu Natal.
La région de Clermont était une zone résidentielle uniquement noire à l'époque de l'apartheid, le régime foncier étant en pleine propriété contrairement aux cantons appartenant à l'État ailleurs dans les environs de Durban. Cela signifiait que les résidents jouissaient d'une atmosphère de liberté et cela a conduit à ce que Clermont serve de base pour certains militants politiques bien connus pendant l'ère de l'apartheid tels que l'avocat Archie Gumede. D'autres personnalités associées à Clermont sont des proches du leader du groupe musical de renommée mondiale Ladysmith Black Mambazo.

## Sport

### Camarades Marathon
Pinetown est situé sur le parcours du populaire Comrades Marathon (marathon des camarades), qui longe la vieille route principale de Westville, traverse Cowies Hill, passe le Civic Center et continue jusqu'à Fields Hill, et vice versa. Cet événement attire des centaines de spectateurs qui bordent le parcours chaque année pour apercevoir leurs amis et leurs proches lors du marathon.